# Английска висша лига 2014/15
Английска висша лига 2014/15 (или Премиършип 2014/15) е 23-тия сезон на Английската висша лига, топ нивото а английския футбол, откакто е създадена пред 1992 г. Програмата е обявена на 18 юни 2014 г. Сезонът започва на 16 август и завършва на 24 май 2015 г.
Манчестър Сити започва сезона като шампион от миналия, а трите новокласирали се клуба са Бърнли, Лестър и КПР.
На 3 май 2015 г., Челси печели титлата три мача преди финала, след победата с 1 – 0 над Кристъл Палас. Това е първата титла на отбора откакто я спечели за последно през 2010 г., 4-та в Премиър лийг и 5-а в топ нивото на английския футбол.
Бърнли изпадат първи въпреки победата си с 1 – 0 над Хъл Сити, докато КПР ги споделя същата съдба след краха срещу Манчестър Сити с 6 – 0. Хъл Сити са последния изпаднал отбор след равенство срещу Манчестър Юнайтед в последния кръг.
Нападателят на Манчестър Сити Серхио Агуеро печели голмайсторския приз със своите 26 попадения, а съотборникът му под рамката на вратата Джо Харт печели за рекорден четвърти път „Златната ръкавица“ с 14 сухи мрежи. Еден Азар и Жозе Моуриньо са избрани съответно за Играч и Мениджър на сезона в Англия.

## Отбори
20-те отбора, които участват в Лигата включват 17-те, запазили мястото си от предния сезон и 3 отбора спечелили промоция. На 5 април 2014 г. Лестър печели мястото си в Премиър Лийг след 10-годишно отсъствие. Коронясани са за шампиони на Чемпиъншип след победата над Болтън на 22 април 2014 г. Бърнли също се изкачват до топ нивото на английския футбол след като заемат второ място в крайното класиране на втория ешелон. Третия и последен отбор е КПР, който печели плей-офите за влизане в Премиър Лийг. Това става след победа над Дарби Каунти с 1 – 0 във финала на Уембли. Трите заместени отбора за Фулъм, Кардиф и Норич, които изпадат предния сезон.

### Стадиони
| Отбор                | Стадион              | Капацитет |
| -------------------- | -------------------- | --------- |
| Арсенал              | Емирейтс Стейдиъм    | 60 272    |
| Астън Вила           | Вила Парк            | 42 682    |
| Бърнли               | Търф Мур             | 21 401    |
| Челси                | Стамфорд Бридж       | 41 798    |
| Кристъл Палас        | Селхърст Парк        | 25 747    |
| Евертън              | Гудисън Парк         | 39 571    |
| Хъл Сити             | Кей Си Стейдиъм      | 25 400    |
| Лестър Сити          | Кинг Пауър Стейдиъм  | 32 312    |
| Ливърпул             | Анфийлд              | 45 276    |
| Манчестър Сити       | Етихад Стейдиъм      | 46 708    |
| Манчестър Юнайтед    | Олд Трафорд          | 75 635    |
| Нюкасъл              | Сейнт Джеймсис Парк  | 52 405    |
| Куинс Парк Рейнджърс | Лофтъс Роуд          | 18 000    |
| Саутхемптън          | Сейнт Мерис Стейдиъм | 32 505    |
| Стоук Сити           | Британия Стейдиъм    | 27 740    |
| Съндърланд           | Стейдиъм ъф Лайт     | 48 707    |
| Суонси Сити          | Либърти Стейдиъм     | 20 827    |
| Тотнъм Хотспър       | Уайт Харт Лейн       | 36 284    |
| Уест Бромич Албиън   | Дъ Хоутърнс          | 26 445    |
| Уест Хам Юнайтед     | Болейн Граунд        | 35 245    |

### Информация и екипировка
| Отбор             | Мениджър          | Капитан           | Екипировка      | Спонсор            |
| ----------------- | ----------------- | ----------------- | --------------- | ------------------ |
| Арсенал           | Арсен Венгер      | Микел Артета      | Пума            | Емирейтс Еърлайн   |
| Астън Вила        | Тим Шерууд        | Фабиан Делф       | Макрон          | дафабет            |
| Бърнли            | Шон Дайк          | Джейсън Шакъл     | Пума            | fun88              |
| Челси             | Жозе Моуриньо     | Джон Тери         | Адидас          | Самсунг            |
| Кристъл Палас     | Алън Пардю        | Миле Йединак      | Макрон          | Neteller           |
| Евертън           | Роберто Мартинез  | Фил Ягиелка       | Умбро           | Chang              |
| Хъл Сити          | Стив Брус         | Къртис Дейвис     | Умбро           | 12BET              |
| Лестър Сити       | Найджъл Пиърсън   | Уес Морган        | Пума            | King Power         |
| Ливърпул          | Брендън Роджърс   | Стивън Джерард    | Warrior Sports  | Standard Chartered |
| Манчестър Сити    | Мануел Пелегрини  | Венсан Компани    | Найк            | Etihad Airways     |
| Манчестър Юнайтед | Луис ван Гаал     | Уейн Руни         | Найк            | Шевролет           |
| Нюкасъл           | Джон Карвър       | Фабрисио Колочини | Пума            | Wonga              |
| КПР               | Крис Рамзи        | Клинт Хил         | Найк            | AirAsia            |
| Саутхемптън       | Роналд Куман      | Хосе Фонт         | Собствена марка | Veho               |
| Стоук Сити        | Марк Хюз          | Райън Шоукрос     | Warrior         | Bet365             |
| Съндърланд        | Дик Адвокаат      | Джон О'Шей        | Адидас          | BFS Group          |
| Суонси Сити       | Гари Монк         | Ашли Уилиамс      | Адидас          | GWFX               |
| Тотнъм            | Маурисио Почетино | Юнес Кабул        | Under Armour    | AIA                |
| Уест Бромич       | Тони Пюлис        | Дарън Флетчър     | Адидас          | Intuit QuickBooks  |
| Уест Хам Юнайтед  | Сам Алардайс      | Кевин Нолан       | Адидас          | Betway             |